# José Triana
José Triana (L'Avana, 4 gennaio 1931 – Parigi, 4 marzo 2018) è stato un drammaturgo cubano.
Autore di una Medea (1960), traspose la crudeltà tipica della tragedia greca nell'ambiente proletario cubano postrivoluzionario. Nel 1966 pubblicò La notte degli asini, dramma che fece scalpore per l'abbondante violenza.
Fuggito a Parigi nel 1980, scrisse successivamente Cerimoniale di guerra (1993), La festa o commedia per un delirio (1993), ecc.